# Pierre Gérard Vassal
Pierre Gérard Vassal, né à Manosque (Alpes-de-Haute-Provence) le 14 octobre 1769 et mort à Paris le 2 mai 1840, est un médecin et chirurgien français, franc-maçon au Grand Orient de France.

## Biographie
Pierre Gérard Vassal par le choix de sa famille est tout d'abord destiné à une carrière ecclésiastique. Il abandonne le séminaire et s'engage dans l'armée au début de la révolution française. Il entreprend pas la suite des études de médecine
Médecin de bienfaisance du 7e arrondissement, il publia plusieurs ouvrages dont une « Monographie sur la digitale pourprée », plante dont on ne faisait presque pas usage en France avant lui et qui permet de guérir plusieurs hydropisies, et quelques maladie de cœur. Il est également l'auteur d'un mémoire sur l'acétate de morphine, et les moyens de reconnaître ce poison après la mort
Franc-maçon initié en 1811, Pierre Gérard Vassal est un ardent défenseur des hauts grades et de l'écossisme. Membre du Grand Orient de France, dont il est officier depuis 1815, et secrétaire général depuis 1819. 33e du Rite écossais ancien et accepté, il devient, en 1827 président du Grand collège des rites et travaille à la collation des 31, 32, et 33e degrés.Il est reconnu par ses pairs tel Jean-Marie Ragon qui lui rend hommage, pour sa culture et son activité maçonnique. Il publie en 1827 un Essai historique sur l'institution du Rite écossais et un Cours complet de maçonnerie en 1832.

## Publications
- Pierre-Gérard Vassal, Considérations médico-chimiques sur l’acétate de morphine, Dondé Duprey père, Paris, 1824[4]
- Éloge de Théodore Ducamp, lu à la Société  médico-pratique dans sa séance du 14 mai 1823. Imprimé à Paris, Imprimerie 46 rue Saint-Louis, au Marais, 1823, 31 pages.
- Banquet offert au T…, Paris, Fournier, 1830, plaq. in-8°, 28pp., frontispice gravé représentant les médailles offertes au frère Vassal, broché, papier marbré.